# Orion (mythologie)
Pour les articles homonymes, voir Orion.
Orion (en grec ancien Ὠρίων / Ōríōn ou Ὠαρίων / Ōaríōn) est un chasseur géant de la mythologie grecque, réputé pour sa beauté et sa violence. Selon cette mythologie, il fut transformé en un amas d'étoiles par Zeus, donnant son nom à la  constellation d'Orion.
Dans l'Iliade d'Homère, Orion est décrit comme une constellation et l'étoile Sirius est mentionnée comme son chien. Dans l'Odyssée, Orion est essentiellement un chasseur et est aussi mentionné en tant que constellation. Dans Les Travaux et les Jours d'Hésiode, Orion est une constellation dont le lever et le coucher avec le soleil sont utilisés pour compter l'année.

## Étymologie
Le nom latin Orion vient du grec ancien Ὠρίων / Ōríōn,.
Plusieurs hypothèses portent sur l'origine du mot.
Il pourrait provenir de l'akkadien 𒌋𒊒𒀭𒈾, Uru-anna (« lumière du ciel »).[réf. nécessaire]
Alternativement, pour Jean-Michel Renaud, il serait issu de l'indo-européen via un thème *-ωαρ / -ōar issu de *-ωσαρ / -ōsar désignant l'été. La forme la plus ancienne serait Ὠαρίων / Ōaríōn, dérivé en -ων / -ōn d'une forme à suffixe -ιος / -ios. Le lever héliaque de la constellation coïnciderait avec le solstice d'été,.
Le poète romain Ovide semble avancer une étymologie reposant sur la ressemblance du nom Orion avec le mot grec ancien οὖρον / oũron, « urine », et explique pourquoi dans son histoire (voir plus bas). Certains pensent que le liquide qui a humecté la peau de bœuf n'est pas de l'urine mais du sperme (grec ancien σπέρμα / spérma, « semence »). Le plus ancien sens du verbe οὐρέω / ouréō est grec et signifie « uriner ». Le sens « répandre le liquide séminal » n'apparaît qu'à l'époque romaine.

## Sources

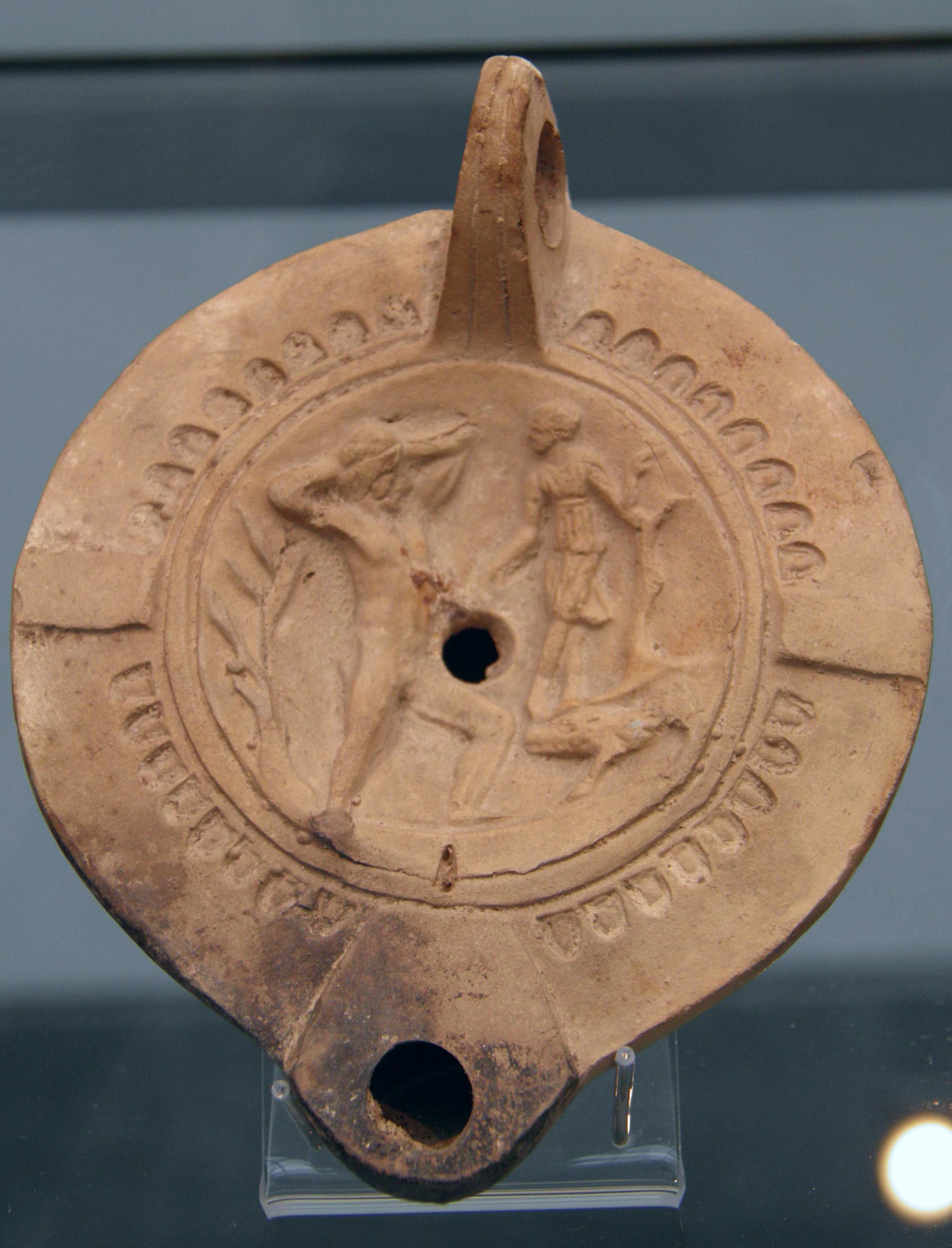
Lampe à huile en terre cuite représentant Orion aveuglé et Artémis, Staatliche Antikensammlungen, Munich.

Le mythe d'Orion est particulièrement fragmenté. S'il est évoqué dans l'épopée homérique, on ne trouve guère de récits complets du mythe avant des mythographes tardifs. Ainsi les périodes archaïque, classique et même hellénistique ne présentent que des évocations plus ou moins détaillées de faits isolés du mythe. De plus, certains épisodes ne sont pas intégrés à celui-ci.

### La constellation
La constellation d'Orion apparaît pour la première fois dans l'Iliade d'Homère (18, 486, etc. ; 22, 29). Elle est également citée dans l'Odyssée (5, 274).
Hésiode la mentionne dans Les Travaux et les Jours (596, 607, etc.), Aristote dans Des Météores (2, 5, 4) et Problèmes (26, 13).

### Le chasseur
Le chasseur mythique, amant d'Éos, est cité par Homère dans l'Odyssée (5, 121, etc. ; 11, 310, 572, etc.). Ulysse aperçoit son ombre dans le monde souterrain.
À l'époque romaine impériale, la légende est reprise :
- entre 29 et 19 avant notre ère, par Virgile dans l'Énéide (1, 535 ; 4, 52 ; 10, 763)[1] ;
- en l'an 15, par Ovide dans ses Fastes (5, 493-544). Orion est un chasseur changé par Diane en une constellation qui porte son nom[1],[11] ;
- avant 17, par Hygin, ami d'Ovide, dans sa Fabula 195[1],[12] ;

Hygin relate aussi la légende d'Orion dans son traité sur l'astronomie : Livre II : § 34 (Orion). Le nom est par ailleurs mentionné dans les passages : introduction ; § 21 (Taurus), § 26 (Scorpio), § 33 (Lepus), § 35 (Canis), § 36 (Procyon). Le nom de la constellation est aussi mentionné sept fois dans le livre III et cinq fois dans le livre IV.

## Le mythe d'Orion

### Naissance
La légende la plus répandue raconte que le vieil Hyriée ne pouvait avoir d'enfants. Un jour, il accueille de manière très hospitalière Zeus et Poséidon. Pour le remercier, ceux-ci engendrent avec la Terre un fils qu'ils lui accordent. Dans une autre version, Orion est le fils de Poséidon et d'une fille de Minos, Euryalè.
L'enfant est doté de qualités exceptionnelles. Il est fort, beau et d'une taille gigantesque. Il a reçu de Poséidon la capacité de se déplacer sur les flots.

### Le héros

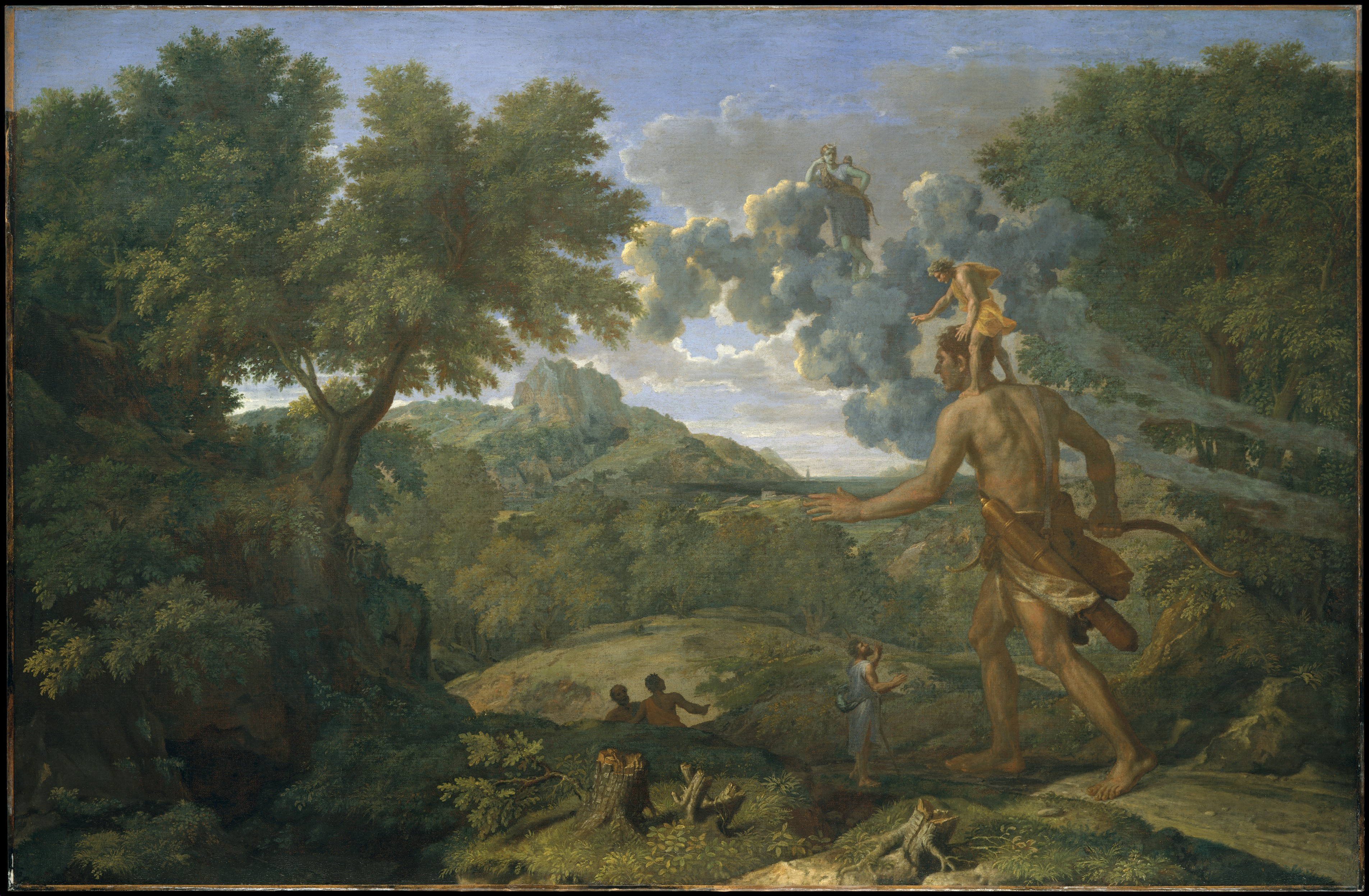
Paysage avec Orion aveugle cherchant le soleil (1658), huile sur toile de Nicolas Poussin. Metropolitan Museum of Art, New York.

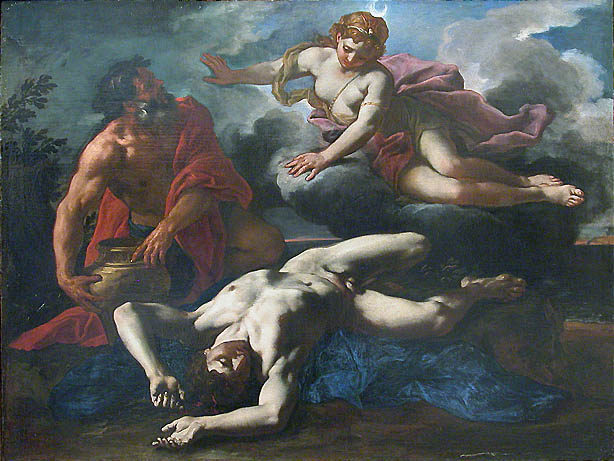
Diane auprès du cadavre d'Orion, huile sur toile de Daniel Seiter

Orion épouse Sidé ( « grenade »), qui est très belle et très fière. Elle est précipitée dans le Tartare par Héra, à qui elle a voulu se comparer. Elle donne à Orion deux filles : les Coronides, Ménippé et Métioché, qui grandissent en Aonie (Béotie), au pied du Mont Hélicon[réf. nécessaire]
Comme son père Hyriée, Orion est un héros primordial en Béotie, voyageur et bâtisseur.

#### Version d'Ovide (avant l'an 17/18)
Ovide résume le reste de la vie d'Orion en quelques lignes :

« L'enfant devient d'une taille énorme ; Diane le prend avec elle ; il est le gardien, il est le satellite de la déesse.

Mais c'est assez d'une parole irréfléchie pour éveiller le courroux des dieux : Il n'est aucune bête, dit un jour Orion, dont je ne puisse triompher. Tellus fait paraître un scorpion qui soudain ose dresser ses dards recourbés contre la mère des deux jumeaux immortels. Orion la protège de son corps ; Latone le place au milieu des astres éclatants, Que ton dévouement, lui dit-elle, reçoive de moi cette récompense ! ». »

#### Version de Lucien de Samosate (vers 120 à après 180)
Accueilli à la cour d'Œnopion qui régnait sur Chios, Orion tomba amoureux de Mérope, la fille du roi. Œnopion voulait se débarrasser de ce prétendant encombrant. Il décida donc de promettre la main de sa fille à Orion, à condition que celui-ci débarrassât Chios de tous les fauves qui s'attaquaient aux hommes et aux troupeaux. Le roi était persuadé qu'il n'y parviendrait pas, mais Orion, excellent chasseur, n'eut aucun mal à remplir ladite condition. Lorsqu'il revint demander la main de Mérope, Œnopion renia sa promesse, l'amoureux se fâcha et saccagea le palais. Il fut ligoté tant bien que mal par l'armée lancée par le roi.
Pour le punir, Œnopion l'aveugla et l'abandonna sur le rivage. Orion marcha alors droit devant lui à travers la mer jusqu'à l'île de Lemnos et fut attiré par les forges d'Héphaïstos, qui accepta de lui prêter Cédalion. Le géant rentra dans la mer et marcha le levant. Pendant sa marche, Orion recouvra miraculeusement la vue.

#### Informations du Liber monstrorum
Le Liber monstrorum, catalogue de peuples et créatures légendaires anonyme du VIIIe siècle, décrit ainsi sa force :
« Orion, on pense, était tel qu'il pouvait traverser toutes les mers et surmonter avec ses épaules les vagues même des plus profondes inondations. Il traînait ainsi des sorbiers et des chênes énormes arrachés des montagnes par leurs racines. On dit qu'il traversait les sommets des montagnes et renversait de sa tête les hauts nuages du ciel. »

### Mort d'Orion et son élévation au ciel
Orion fut également aimé d'Éos. D'après Homère, la déesse enleva le héros et le conduisit à Ortygie, où il succomba sous les coups d'Artémis.
Il existe plusieurs variantes de la mort d'Orion : tantôt Artémis, Héra ou la Terre (Gaïa) suscite un scorpion qui pique le héros et le tue, tantôt Éos, voulant se venger d'un outrage que lui a fait Orion, l'abat d'une flèche.
Dans tous les cas, Orion est transformé en constellation le plus souvent par Zeus.

#### Par la flèche d'Artémis
Il retourna à l'île de Chios pour se venger d'Œnopion, mais Artémis lui demanda d'oublier sa vengeance et lui proposa de chasser avec elle. Le frère d'Artémis, Apollon, qui avait quelques craintes pour sa sœur, envoya un monstrueux scorpion à sa poursuite. Orion tenta de le combattre mais il n'y parvint pas. Pour échapper au monstre, il s'enfonça dans la mer, qui formait une barricade naturelle. Alors Apollon désigna le géant et dit à Artémis de le tuer, le faisant passer pour un monstre. Comme le géant était trop loin, Artémis ne put le reconnaître et lui lança une flèche. Elle alla à la nage récupérer le cadavre, mais lorsqu'elle s'aperçut que c'était Orion, elle plaça son image parmi les étoiles (par catastérisation) en compagnie de ses chiens, Sirius et Procyon[réf. nécessaire].
C'est pour cela que les constellations de Orion et du Grand Chien (qui compte l'étoile Sirius, l'astre le plus brillant du ciel en dehors des éléments du système solaire) sont proches l'une de l'autre, et que le Scorpion fut placé de l'autre côté sur la voûte céleste, le héros et le monstre se poursuivant sans cesse sans jamais se rattraper[réf. nécessaire].

#### Par le scorpion d'Artémis
Une première version dit qu'Orion et Artémis avaient l'habitude de chasser ensemble. Un jour, Orion, qui était amoureux de la déesse, essaya de l'embrasser. Artémis, indignée, fit apparaître un scorpion et lui ordonna de piquer le géant. En le voyant mourir, Artémis, émue, transforma Orion en constellation, et réserva le même sort au scorpion qui l'avait fidèlement servie[réf. nécessaire].
Une deuxième version de la mort du chasseur par Artémis, moins populaire, dit qu'Orion était l'ennemi mortel d'Artémis. Chose étrange car Artémis, étant une déesse, est dite immortelle. Pour se débarrasser de lui, et ainsi échapper à la mort, Artémis invoqua un scorpion géant qui tua Orion par son venin. Le scorpion, quant à lui, est ainsi élevé au ciel par Artémis pour l'avoir fidèlement servie[réf. nécessaire].
Une troisième version dit qu'Orion gagna à un lancer de disque contre Artémis et qu'elle envoya un scorpion le piquer. Il devint la constellation d'Orion[réf. nécessaire].

## Interprétations

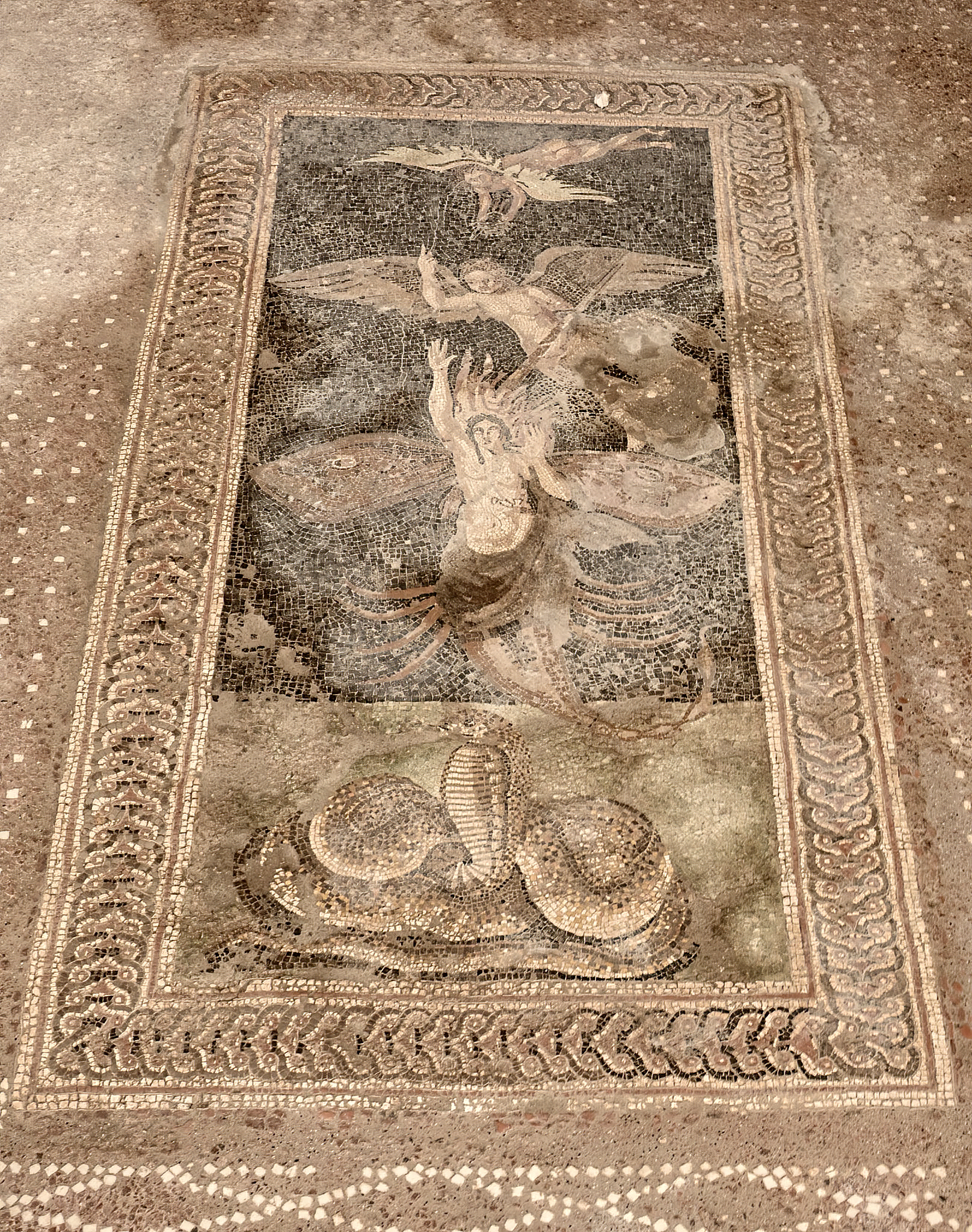
Mosaïque représentant la transformation d’Orion en constellation par la volonté de Zeus, découverte dans la Maison d'Orion en 2018 lors des travaux de restauration du Projet Pompéi.

Les études mythologiques ont noté que Orion et Aurore (Éos) de la tradition grecque sont comparables à Rohiṇī (en) et Prajāpati de la tradition indienne ancienne.
Éos trouve une correspondance étymologique dans la déesse de l'aurore dans le panthéon védique, Uṣás (cf. aussi le latin Aurōra, l'avestique Ušah, etc., tous issus de l’i.e.[Quoi ?] *H₂áu̯sōs), et Rohiṇī est généralement interprétée comme faisant référence à une « aube rougeoyante ». Les intrigues des mythes grecs et indiens présentent des chevauchements frappants, tels qu'un motif de chasse et une histoire d'amour.
Pour Michael Janda, les deux traditions ont des racines communes dans la mythologie et la poésie indo-européennes. Le mythe proto-indo-européen repose sur des observations du mouvement des étoiles dans le ciel nocturne, dans lequel les constellations Orion et Aldébaran (Éos, Rohiṇī) se déplacent à proximité l'une de l'autre, ce qui a formé la base de l'histoire d'Orion poursuivant l'aube. Ainsi, les traditions grecques et indiennes antiques conservent non seulement des traces des mythes proto-indo-européens, mais aussi des traces d’observations astronomiques des Proto-Indo-Européens.

## Représentations
Pompéi abrite par ailleurs deux mosaïques attribuées au mythe d’Orion et datées du IIe siècle av. J.-C. Elles se trouvent dans la maison d’Orion. Sur la première mosaïque, sur fond noir, Aion, divinité ailée de la voûte céleste, a le bras dirigé vers le haut, tandis que sa main gauche tient une torche enflammant les cheveux d’Orion, qui est lui doté d’ailes de papillon et est représenté comme anima (c’est-à-dire la psyché qui sort de la dépouille humaine au moment de la mort). La composition représente sa montée au ciel (catastérisation). Un manteau couvre la partie inférieure du bras plié et donne à voir le corps d’un scorpion.

## Développements ultérieurs
Longtemps délaissée par la littérature depuis l'Antiquité, la figure d'Orion a longtemps dû sa célébrité relative à l'Hypnerotomachia Poliphili (1467) ainsi qu'à un tableau de Nicolas Poussin.
Depuis le début du XXe siècle, elle connaît un regain d'intérêt inattendu auprès des écrivains, des musiciens et des plasticiens.

### Peinture
- Nicolas Poussin, Paysage avec Diane et Orion, 1658. New York, Metropolitan Museum of Art.
- Daniel Seiter, Diane auprès du cadavre d'Orion, vers 1685. Paris, Musée du Louvre.

### Sculpture

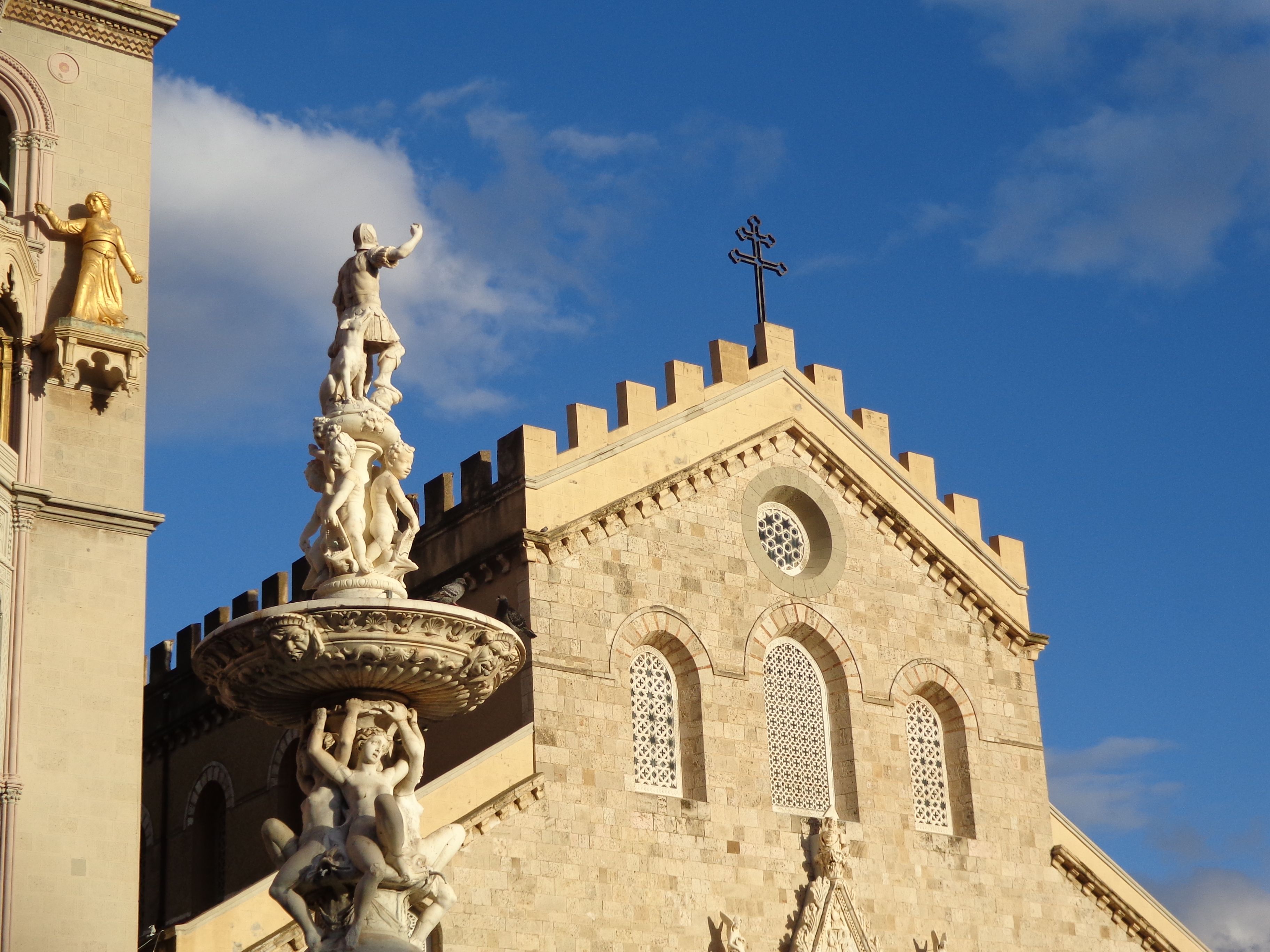
Fontaine d'Orion, Messine.

### Littérature, théâtre et poésie
- 1927 : Tristan Derème, Le Zodiaque ou les étoiles sur Paris. Paris, Émile-Paul, 1927[précision nécessaire].
- 1929 : Paul Claudel, Le Soulier de Satin (1929)[précision nécessaire].
- 1929 : Jean Giono, Un de Baumugnes. Paris, Grasset, 1929[précision nécessaire].
- 1946 : Maurice Fombeure, avec Jean-Pierre Grenier, Orion le tueur. Paris, Bordas, 1946[précision nécessaire].
- 1970 à 1971 : Claude Simon :
  - Orion aveugle. Skira, coll. Les sentiers de la création, 1970[précision nécessaire].
  - Les Corps conducteurs. Paris, Éditions de Minuit, 1971[précision nécessaire].
- 1975 : René Char, Aromates chasseurs. Paris, Gallimard, 1975[précision nécessaire].
- 1978 à 2002 : Patrick Grainville :
  - La Diane rousse, Paris, Le Seuil, 1978[précision nécessaire].
  - L'Atlantique et les Amants, Paris, Le Seuil, 2002[précision nécessaire].
- 1980 : Francis Berthelot, La Lune noire d'Orion. Paris, Calmann-Lévy, 1980. Roman de science-fiction dont l'intrigue se déroule dans la constellation d'Orion.
- 1998 : Christian Doumet, Trois villes dans l'œil d'Orion. Cognac, Le Temps qu'il fait, 1998[précision nécessaire].
- 2000 : Yves Bonnefoy, Rome, 1630. Paris, Champs/Flammarion, 2000[précision nécessaire].
- 2000 : André du Bouchet, L'Emportement du muet. Paris, Mercure de France, 2000[précision nécessaire].
- 2000 : Olivier Py, L'Apocalypse joyeuse. Arles, Actes Sud-Papiers, 2000[précision nécessaire].
- 2003 : Jean-Christophe Bailly, El Pelele. Paris, Christian Bourgois, 2003[précision nécessaire].
- 2004 : Henry Bauchau, L'Enfant bleu. Arles, Actes Sud, 2004[précision nécessaire].
- 2005 : Orion Scohy, Volume. Paris, POL, 2005[précision nécessaire].
- 2005 à 2006 : Blaise Cendrars :
  - Au cœur du monde (1917), dans Du monde entier au cœur du monde, Poésies complètes. Paris, Poésie/Gallimard, 2006[précision nécessaire].
  - Profond aujourd'hui (1917), dans Aujourd'hui (1931). Denoël, coll. Tout autour d'aujourd'hui, tome 11, 2005[précision nécessaire].
  - Feuilles de route (1924), dans Du monde entier au cœur du monde. Paris, Poésie/Gallimard, 2006[précision nécessaire].
  - Le Lotissement du ciel (1949). Denoël, coll. Tout autour d'aujourd'hui, tome 12, 2005[précision nécessaire].
- 2016 : Christophe Van Rossom, Orion, de nuit, Éditions de La Lettre Volée, 2016,  (ISBN 978-2-87317-480-4), recueil de poésie centré sur le mythe d’Orion.

### Musique
- 1653 : Francesco Cavalli, L'Orione, opéra, livret de Francesco Melosio.
- 1728 : Louis de La Coste, Orion, opéra (Tragédie lyrique), livret de Joseph de Lafont et de l'abbé Simon-Joseph Pellegrin.
- 1970 : Gérard Manset, La Mort d'Orion, opéra-rock, album.
- 1979 : Claude Vivier, Orion.
- 1982-1983 : André Boucourechliev, Orion.
- 1984 : Tōru Takemitsu, Orion pour violoncelle et piano.
- 1986 : Metallica, titre Orion, chanson de l'album Master of Puppets.
- 1989 : Philippe Fénelon, Orion, Cycle des mythologies.
- 1998 : Symphony X, Orion, The Hunter, Twilight in Olympus.
- 2002 : Kaija Saariaho, Orion.
- 2004 : Philip Glass, Orion.

### Sources antiques
- Homère, Iliade [détail des éditions] [lire en ligne], XVIII et Odyssée [détail des éditions] [lire en ligne], V, 121.
- Hésiode, Les Travaux et les Jours
- Horace, Odes.
- Lucien, La Salle (De domo).
- Ovide, Fastes [détail des éditions] [lire en ligne], V et Métamorphoses [détail des éditions] [lire en ligne].
- Virgile, Énéide [détail des éditions] [lire en ligne], X.

### Travaux modernes
- Camille Flammarion, Astronomie populaire, 1880.
- Pierre Grimal, Dictionnaire de la mythologie grecque et romaine, Presses Universitaires de France, Paris, 1951.
- Robert Graves, Les Mythes grecs. Le Livre de Poche, coll. Pluriel, 1958.
- Jeannie Carlier, Orion, dans Dictionnaire des mythologies, dir. Yves Bonnefoy. Paris, Flammarion, 1981.
- (en) Joseph Fontenrose, Orion : The Myth of the Hunter and the Huntress Berkeley : University of California Press  (ISBN 0-520-09632-0).
- Marie Miguet, Le Mythe d'Orion, dans Dictionnaire des mythes littéraires, dir. Pierre Brunel. Monaco, Éditions du Rocher, 1988.
- Jean-Michel Renaud, Le catastérisme chez Homère. Le cas d'Orion, GAIA. Revue interdisciplinaire sur la Grèce ancienne, 2003, 7, pp. 205-214.
- Jean-Michel Renaud, Le Mythe d'Orion : sa signification, sa place parmi les autres mythes grecs et son apport à la connaissance de la mentalité antique. Liège, CIPL, 2004[19].
- (it) Paola Capponi, I nomi di Orione, dans Le parole dell'astronimia tra scienza e tradizione. Venezia, Marsilio, Crisis, 2005.
- Émile Chambry, Émeline Marquis, Alain Billault et Dominique Goust (trad. du grec ancien par Émile Chambry), Lucien de Samosate : Œuvres complètes, Paris, Éditions Robert Laffont, coll. « Bouquins », 2015, 1248 p. (ISBN 978-2-221-10902-1), « La Salle ».

#### Sujets d'inspiration artistique sur le thème mythique
- Ernst Gombrich, Le Sujet de l'Orion de Poussin, 1944.
- Marie Miguet-Ollagnier, Le Mythe d'Orion dans le théâtre de Claudel, in Mythes claudéliens. Paris-Caen, Minard, coll. Lettres modernes, série Paul Claudel, no 14, 1985, p. 93-120.
- Danièle Leclair, Lecture de René Char : Aromates chasseurs et Chants de la Balandrane. Minard, coll. Archives des lettres modernes, no 233, 1988[précision nécessaire].
- Claude Leroy :
  - Orion manchot. Paris, La Nouvelle Revue Française, no 421, février 1988 ;
  - La Main de Cendrars. Villeneuve-d'Ascq, Presses universitaires du Septentrion, 1996[précision nécessaire] ;
  - Morionvagine, dans Sous le signe de Moravagine. Caen, Minard, coll. Lettres modernes, série Blaise Cendrars, no 6, 2006[précision nécessaire].
- Jacques Derrida, Mémoires d'aveugle. L'autoportrait et autres ruines, Paris, Réunion des musées nationaux, Louvre, 1990[réf. incomplète].
- Edmond Nogacki, René Char, Orion pigmenté d'infini ou de l'écriture à la peinture, Presses universitaires de Valenciennes, 1992.